# 나방의 꿈
《나방의 꿈》은 이승기의 첫 정규 앨범이자 데뷔 음반이다. 2005년 6월 17일에 발매되었다. 이선희가 제작·감독하고 싸이가 총 프로듀서를 맡았으며 유건형, 신해철/N.EX.T 등이 앨범 작업에 참여하였다.

## 주요곡
앨범에는 총 12곡이 수록되어 있다. 〈내 여자라니까〉는 이승기의 데뷔곡이자 앨범의 타이틀곡이다. 연상의 여인을 사랑하는 내용을 담고 있는 록발라드 곡으로, 연상 여자를 향한 연하 남자의 감성을 직설적으로 표현한 가사로 주목받았다. SBS 인기가요 뮤티즌송을 수상하면서 공중파 가요순위프로그램에서의 첫 1위를 했다.
〈삭제〉는 〈내 여자라니까〉의 후속으로 활동한 곡으로, 싸이가 작사·작곡하였는데 싸이는 <내 여자라니까>를 부를 뻔 했지만  캬바레 이미지란 이유로 고사했다. 〈아버지〉는 싸이가 직접 랩 피처링에 참여한 곡이다. 싸이는 이후 이 곡을 다시 편곡하여 본인의 리메이크앨범 《Remake & Mix 18번》에 싣기도 하였다. 〈J에게〉는 이선희의 데뷔 20주년을 기념해 실린 곡이다. 유건형이 편곡을 맡아 록 스타일로 리메이크했다.

## 곡 목록
| #  | 제목                                   | 작사   | 작곡   | 편곡          | 재생시간 |
| -- | -------------------------------------- | ------ | ------ | ------------- | -------- |
| 01 | 시작 (Start)                           | ·      | 신해철 | 신해철        | 0:33     |
| 02 | 나방의 꿈 (The Dream Of A Moth)        | 싸이   | 유건형 | 유건형        | 4:10     |
| 03 | 아무도 (Nobody) feat.강진우            | 이적   | 이적   | 블사          | 3:18     |
| 04 | 내 여자라니까 (Because You're My Girl) | 싸이   | 싸이   | 싸이          | 4:04     |
| 05 | 아버지 (Father)feat.Psy                | 싸이   | 유건형 | 유건형        | 3:44     |
| 06 | 삭제 (Delete)                          | 싸이   | 싸이   | 싸이 · 장지원 | 4:12     |
| 07 | 여행 가는 길 (On The Road To Vacation) | 김준혁 | 김준혁 | 김준혁        | 4:00     |
| 08 | 내안의 그대 (You Inside Me)            | 김현민 | 박영수 | 박영수        | 4:21     |
| 09 | 음악시간 (Music Time)                  | 싸이   | 유건형 | 유건형        | 3:35     |
| 10 | J에게 (Dear J)                         | 이세건 | 이세건 | 유건형        | 3:49     |
| 11 | Anding                                 | ·      | 신해철 | 신해철        | 0:16     |
| 12 | 앵콜 (Encore)                          | 싸이   | 신해철 | 신해철        | 5:20     |